# Chaetocanace brincki
Chaetocanace brincki är en tvåvingeart som beskrevs av Mercedes Delfinado 1975. Chaetocanace brincki ingår i släktet Chaetocanace och familjen Canacidae.
Artens utbredningsområde är Sri Lanka. Inga underarter finns listade i Catalogue of Life.